# Kearsarge-klasse

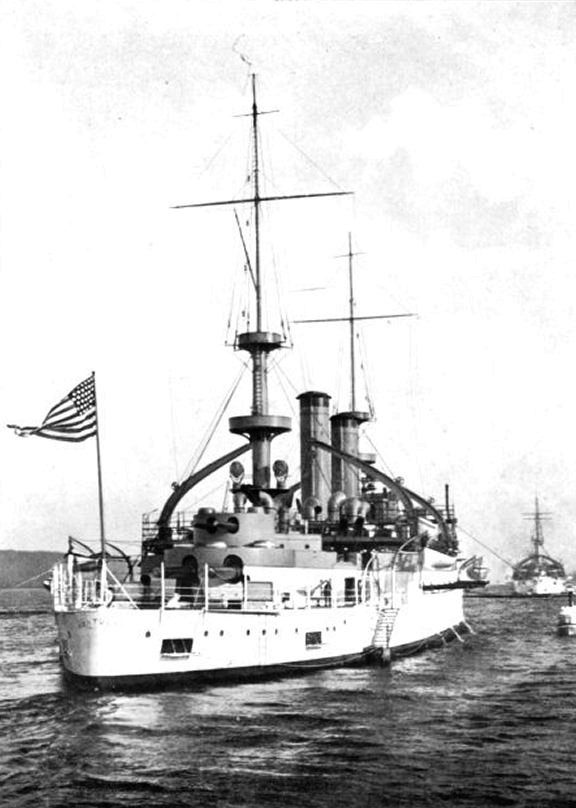
USS Kentucky als onderdeel van de Great White Fleet

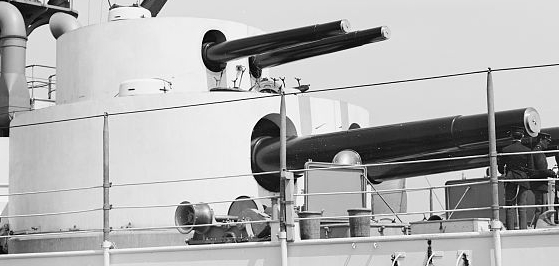
Geschuttoren USS Kearsarge

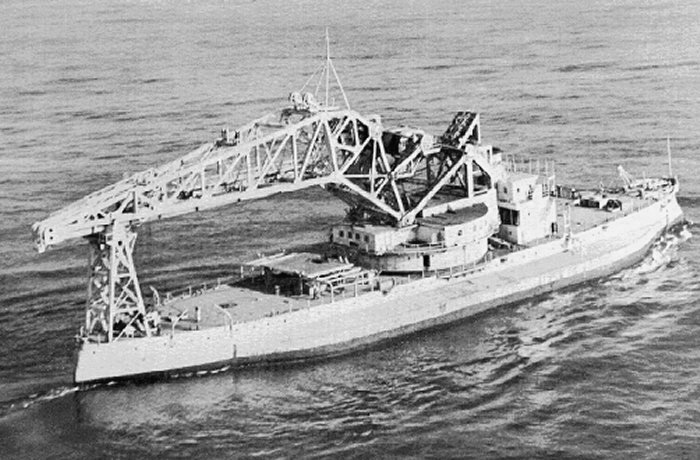
USS Kearsarge als kraanschip

De Kearsarge-klasse bestond uit twee pre-Dreadnought slagschepen van de Amerikaanse marine. Ze lagen diep in het water en hadden een lage vrijboord waardoor ze vooral gebruikt werden voor de kustverdediging. De bouw van beide schepen, de USS Kearsarge en de USS Kentucky, werd in 1895 goedgekeurd en in 1900 zijn ze in dienst gesteld. Beide schepen hebben niet aan enige strijd meegedaan, maar participeerden wel in de Great White Fleet reis rond de wereld. De USS Kentucky werd in 1920 buiten dienst gesteld en in 1923 gesloopt. De USS Kearsarge werd in hetzelfde jaar uit dienst genomen, maar werd verbouwd tot kraanschip en pas in 1955 gesloopt.

## Beschrijving
De schepen van deze klasse waren bedoeld om dicht bij de kust te opereren. Ze lagen diep in het water en hadden een beperkte vrijboord. Het zeewater sloeg al snel over de boeg waardoor het gebruik van de kanonnen onmogelijk werd. De schepen hadden twee schoorstenen en twee masten. De USS Kearsarge telde een bemanning van 38 officieren en 538 manschappen, de USS Kentucky telde een extra bemanningslid.
De schepen waren bewapend met grote geschuttorens op het voor- en achterdak. Twee torens stonden hierbij op elkaar, een met twee 13-inch kanonnen en direct daarbovenop twee 8-inch kanonnen. Bij een goed gericht schot was de gecombineerde kracht van de vier kanonnen indrukwekkend, maar er waren ook nadelen. Alle vier de kanonnen roteerden tegelijk en de lift voor de granaten voor de 8-inch kanonnen liep door de toren van de 13-inch kanonnen waardoor de werkruimte hier zeer werd beperkt. Verder kon een vijandige treffer de helft van de primaire bewapening buiten gebruik stellen. Tot slot stonden de kanonnen ver naar achteren opgesteld zodat aan de voorzijde van de toren een relatief grote opening ontstond. In het geval een vijandige granaat hierdoor naar binnen werd geschoten was het gevaar groot dat de munitie in de toren tot ontploffing zou komen. Verder had het schip een grote secundiare bewapening van kleine kanonnen om torpedoboten op een afstand te houden.

## Schepen in klasse

### USS Kearsarge (BB-5)
- Scheepswerf: Newport News[2]
- Kiellegging: 30 juni 1896
- Tewaterlating: 24 maart 1898
- In dienst: 20 februari 1900
- Aanpassingen: omgebouwd tot kraanschip rond 1920
- Schip lot: verkocht voor de sloop op 9 augustus 1955

Alle slagschepen van de Amerikaanse marine, werden vernoemd naar een Amerikaanse staat, maar voor de USS Kearsarge werd een uitzondering gemaakt. Het werd gebouwd door de Newport News Shipbuilding in Newport News, Virginia. Op 20 februari 1900 werd het in dienst gesteld. Het was het vlaggenschip voor de Noord-Atlantische Oceaan en voer vooral langs de Atlantische kust tot en met het Caraïbische Zee. Het nam deel aan de Great White Fleet. Ze vertrok op 16 december 1907 uit Hampton Roads en kwam ruim een jaar later op 22 februari 1909 hier weer terug. Het werd gemoderniseerd en kwam terug in de vaart tot de uitdienststelling in 1920. Op de Philadelphia Navy Yard werd het omgebouwd tot kraanschip en kreeg de aanduiding AB-1. De grote kraan had een hefvermogen van zo'n 250 ton. De thuisbasis tot 1926 was Boston en in dat jaar werd ze versleept naar Bremerton aan de westkust. In 1936 ging het weer terug naar Boston en kreeg in 1941 een nieuw naam, Crane Ship No. 1, omdat de Kearsarge naam werd gereserveerd voor een nieuw vliegdekschip, de USS Kearsarge (CV-33). Tussen 1945 en 1948 was het gestationeerd in San Francisco en bleef tot de sloop weer in Boston.

### USS Kentucky (BB-6)
- Kiellegging: 30 juni 1897[3]
- Tewaterlating: 24 maart 1898
- In dienst: 15 mei 1900
- Schip lot: verkocht voor de sloop op 23 januari 1924

De USS Kentucky werd op dezelfde werf gebouwd als de USS Kearsarge. In oktober 1900 voer het via Gibraltar en het Suezkanaal naar het Verre Oosten waar het het vlaggenschip werd van Rear Admiral Louis Kempff. In 1903 kwam het schip via dezelfde route weer terug naar de Verenigde Staten. Het bleef actief in het noordelijk deel van de Atlantische Oceaan tot het ging deelnemen aan de wereldreis van de Great White Fleet. Op 28 augustus 1908 werd het buiten dienst gesteld en als reserveschip achter de hand gehouden. In 1913 werd het weer actief en werd vooral gebruikt voor trainingsdoeleinden. In de laatste jaren was het actief in de Golf van Mexico om de Amerikaanse belangen te beschermen tijdens de Mexicaanse revolutie. In 1916 werd het schip teruggetrokken en wederom vooral voor trainingsdoeleinden ingezet. In mei 1920 werd ze definitief buiten gebruik gesteld. Ze werd verkocht op 23 januari 1924 aan de Dravo Construction Company in Pittsburgh om gesloopt te worden.